# مسجد جامع سراسیاب فرسنگی
مسجد جامع، یکی از قدیمی‌ترین بناهای پابرجای سراسیاب فرسنگی می‌باشد.
بنای اصلی مسجد، یعنی شبستان آن، یه قرن هفتم یا هشتم هجری بازمی‌گردد و بنیانگذار آن فردی بنام «محمد طاهر» بود. متأسفانه شبستان اصلی مسجد در سال ۱۳۸۷ تنها به دلیل یک سری آسیب‌ها که با تعمیرات قابل حل بود، بدون توجه به بعد تاریخی آن به منظور نوسازی تخریب گردید. ساختمان صفه مسجد نیر حدوداً هم‌زمان با مسجد جامع اصلی شهر کرمان (میدان مشتاق) بنا گردیده‌است. در زیر ساختمان شبستان قدیمی مسجد آب انباری به ابعاد حدودی ۶*۳ قرار گرفته بود که در این اواخر تنها از طریق دریچه‌ای که در بالای آن واقع شده بود امکان ورود به آن وجود داشت.